# Geldumschlag
Der Geldumschlag (englisch Cash Conversion Cycle, CCC; auch englisch conversion cycle, net operating cycle, working capital cycle oder kurz englisch cash cycle) ist eine betriebswirtschaftliche Kennzahl, die sich aus der durchschnittlichen Lagerdauer und den Zahlungszielen für Debitoren und Kreditoren zusammensetzt.

## Allgemeines
Der Geldumschlag gehört zu den Umschlagskennzahlen und spielt beim Cash Management (Working Capital Management) eine große Rolle. Debitoren sind die Forderungen gegenüber Kunden aus eingeräumten Zahlungszielen, Kreditoren die Verbindlichkeiten an Lieferanten aus erhaltenen Zahlungszielen. Dabei nutzt der Geldumschlag bereits bekannte Kennzahlen der Debitorenlaufzeit, Kreditorenlaufzeit und Lagerdauer.
Der Geldumschlag ist die Zeitdauer, in der die Liquidität eines Unternehmens in das Netto-Umlaufvermögen (englisch Working Capital) gebunden ist (Kapitalbindung), bevor die verkauften Produkte oder Dienstleistungen als Umsatzerlöse wieder vereinnahmt werden (Kapitalfreisetzung).

## Ermittlung
In den Geldumschlag {\displaystyle CCC} einbezogen werden sämtliche Lagerbestände (Roh-, Hilfs- und Betriebsstoffe, Halbfabrikate, Fertigerzeugnisse), die durchschnittliche Lagerdauer {\displaystyle \varnothing L_{d}}, das Zahlungsziel der Debitoren (Kunden) {\displaystyle ZD} und das Zahlungsziel der Kreditoren (Lieferanten) {\displaystyle ZL}:
{\displaystyle CCC=\varnothing L_{d}+ZD-ZL}.
Da in der Formel ausschließlich zeitraumbezogene Größen enthalten sind, ergibt sich als {\displaystyle CCC} die Anzahl von Tagen. Vorteilhaft ist dabei ein negativer Wert des {\displaystyle CCC}. Ein negativer Geldumschlag zeigt nämlich an, dass ein Unternehmen schneller Einnahmen durch den Vertrieb generiert als es die hierfür notwendigen Ausgaben für die Beschaffung leisten muss.

## Beispiel

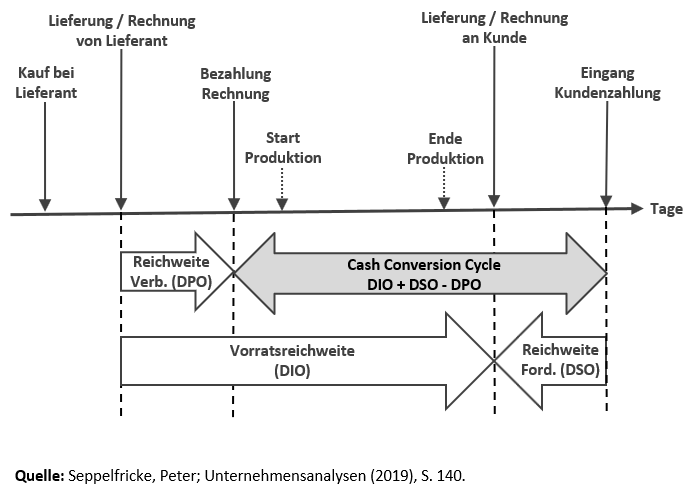
Cash Conversion Cycle (Geldumschlag)

Aufgrund seiner Marktmacht und seiner Fähigkeiten in der Logistik ist Amazon besonders erfolgreich im Management seines Working Capitals. Die folgende Tabelle belegt, dass die Kunden deutlich schneller zahlen (nach ca. 20 Tagen) als man selber seine Lieferanten bezahlt (nach ca. 60 Tagen). Die Vorräte weisen nur eine Reichweite von ca. 30 Tagen auf. In der Folge ist der CCC negativ, d. h. aus Umsätzen mit Kunden fließt regelmäßig schneller Geld ins Unternehmen als für die Bezahlung der Lieferanten benötigt wird. Amazon muss also kein Working Capital vorhalten, sondern konnte 2017 im Gegenteil knapp 27 Milliarden US-Dollar auf Finanzmärkten anlegen. In Hochzinsphasen resultiert hieraus ein erheblicher Teil der Konzerngewinne.
| Angaben in Mio. US-Dollar        |                                  |         |         |         |         |         |
| Geschäftsjahr                    |                                  | 2013    | 2014    | 2015    | 2016    | 2017    |
| Net Working Capital              | Net Working Capital              | −13.412 | −15.654 | −17.638 | −20.389 | −26.844 |
| YoY Growth                       |                                  |         | 16,7%   | 12,7%   | 15,6%   | 31,7%   |
| Day Sales Outstanding (DSO)      | Day Sales Outstanding (DSO)      | 21      | 21      | 19      | 19      | 22      |
| YoY Growth                       |                                  |         | 1,2%    | -9,7%   | -2,3%   | 17,5%   |
| Day Payable Outstanding (DPO)    | Day Payable Outstanding (DPO)    | 69      | 64      | 62      | 60      | 61      |
| YoY Growth                       |                                  |         | -7,1%   | -3,0%   | -2,4%   | 0,2%    |
| Days Inventory Outstanding (DIO) | Days Inventory Outstanding (DIO) | 32      | 32      | 31      | 29      | 28      |
| YoY Growth                       |                                  |         | -2,2%   | -1,8%   | -7,9%   | -3,1%   |
| Days Cash Conversion Cycle (CCC) | Days Cash Conversion Cycle (CCC) | −16     | −11     | −12     | −13     | −11     |
| YoY Growth                       |                                  |         | -28,3%  | 6,5%    | 11,7%   | -16,6%  |

Im Jahr 2017 zahlten die Amazon-Kunden im Durchschnitt nach 22 Tagen (DSO), während Amazon seine Lieferanten erst nach 61 Tagen bezahlte (DPO). Von der Differenz von 39 Tagen wird die durchschnittliche Lagerdauer (DIO) von 28 Tagen abgezogen, so dass sich 2017 ein negativer CCC von 11 Tagen ergab.

## Wirtschaftliche Aspekte
Auch allgemein kann mit Geldumschlag die Zeitdauer ausgedrückt werden, die ein aufgewendetes Wirtschaftsobjekt im Produktionsprozess (Arbeitskosten, Betriebsmittelkosten, Immobiliarmiete, Inventar, liquide Mittel usw.) benötigt, um durch den Vertriebsprozess als Umsatzerlös wieder vereinnahmt zu werden.
Ein negativer Geldumschlag führt zu einem Liquiditätsüberschuss, der für andere Zwecke eingesetzt werden kann (etwa Schuldendienst oder Investitionsausgaben). Hierdurch sinken die Kapitalkosten. Der negative Geldumschlag kann über die Zahlungsbedingungen gesteuert werden, indem mit Debitoren kurzfristigere Zahlungsziele vereinbart werden als mit Kreditoren. Weitere Möglichkeiten sind die Strategie der Fertigung nach Auftragseingang (englisch Build-to-Order) oder Steigerung der Warenrotation, weil diese die Lagerdauer vermindert. Mit einem negativen Geldumschlag ist zudem eine geringere Kapitalbindungsdauer verbunden. Auch das Unternehmenswachstum kann durch den Geldumschlag beschleunigt werden.
Die Geldumschlagsdauer ist stets branchenbezogen zu betrachten, weil teilweise große Unterschiede zwischen Produktionsprozessen und Zahlungsgewohnheiten bestehen. Eine relativ kurze Geldumschlagsdauer weist auf ein effizientes Liquiditäts- und/oder Produktionsmanagement hin. Es existieren folglich drei Möglichkeiten zur Optimierung des Geldumschlags:
- Durch effiziente und schnelle Produktionsprozesse wird die Verweildauer des Geldes im Prozess der Leistungserstellung verkürzt. Dadurch ergibt sich die Möglichkeit der schnelleren Auslieferung an den Kunden und Geltendmachung der Forderung gegenüber diesem.
- Die Vereinbarung möglichst kurzer Zahlungsziele mit den Kunden, unter Umständen unter Gewährung von Skonto, beschleunigt die Rückführung des Geldes in das Unternehmen (englisch collect fast).
- Auf der Lieferantenseite hingegen ist das Ziel die Vereinbarung möglichst langer Zahlungsfristen (englisch pay slow).

In Branchen, bei denen Kunden keine Zahlungsziele eingeräumt bekommen und beim Kauf durch sofortige Barzahlung den Kaufpreis entrichten, aber das Unternehmen selbst Zahlungsziele bei seinen Lieferanten hat, erreicht der Geldumschlag ein Optimum. Hierzu gehört der gesamte Einzelhandel, insbesondere der Lebensmitteleinzelhandel.